# شیطان
شیطان موجودی غیرفیزیکی در ادیان ابراهیمی است که به عقیده باورمندان به آن، انسان‌ها را گمراه و به انجام گناه ترغیب می‌کند. بیشتر یهودیان به وجود موجودی پلید به نام شیطان باور ندارند و در یهودیت، شیطان معمولاً استعاره‌ای برای «تمایل به شر» یا موجودی تابع یهوه محسوب می‌شود. در مسیحیت (که گاهی لوسیفر نیز نامیده می‌شود) و اسلام، او یک فرشته مغضوب یا جن است که در گذشته دارای تقوا و زیبایی بود اما علیه خدا قیام کرد، هر چند خدا به صورت موقت به او اجازه داده که سپاهی از جنیان را رهبری کند. در قرآن، شیطان ابلیس هم نامیده می‌شود؛ قرآن در یک جا او را جن و در جای دیگر فرشته نامیده است و همین سبب سردرگمی بسیار شده است. به گفتهٔ قرآن، بعد از خلق آدم توسط الله، شیطان حاضر نشد به انسان سجده کند و به همین دلیل از بهشت بیرون شد. مسلمین همچنین عقیده دارند او ذهن انسان‌ها را با «وسوسه» (به معنای توصیه‌های شیطانی) پر می‌کند تا به گناه افتند. مسلمانان به‌طور کلی شیطان را موجودی پلید می‌دانند، اما برخی از آن‌ها عقاید بسیار متفاوتی دربارهٔ او دارند.
اولین اشاره به شخصیتی به نام «شیطان» در کتاب زکریا، یکی از بخش‌های متاخر تنخ و متعلق به دوران هخامنشی، دیده شده است. در این کتاب، شیطان دادستانی الهی، یکی از پسران خدا و تابع یهوه است. او در دادگاهی که برای مملکت یهودا برپا شده، پیروان یهوه را مجبور به عذاب دیدن می‌کند تا وفاداری آن‌ها به خدا را بسنجد. شکل‌گیری شیطان به عنوان موجودی بدخواه با ویژگی‌های پلید که رقیب ثنوی خداست، در دوره بین‌العهدین (۴۲۰ قبل از میلاد تا اوایل قرن اول میلادی) و احتمالاً به دلیل اثرپذیری از اهریمنِ دین زرتشت اتفاق افتاده است. در کتاب یوبیل، یهوه گروهی از فرشتگان مغضوب یا فرزندان آن‌ها را تحت سلطه شیطان (که کتاب او را مستما نامیده) قرار می‌دهد تا انسان‌ها را به گناه وسوسه و مجازات کند. در انجیل‌های هم‌نوا، شیطان عیسی را در بیابان وسوسه می‌کند و در این انجیل‌ها، او مسبب بیماری و فتنه دانسته شده است. مکاشفه یوحنا شیطان را چون اژدهای قرمز بزرگی می‌نمایاند که میکائیل او را شکست می‌دهد و از بهشت بیرون می‌کند. او سپس برای ۱٬۰۰۰ سال در بند می‌شود تا اینکه به‌طور موقت آزاد می‌گردد، اما در نهایت شکست می‌خورد و در دریاچه آتش انداخته می‌شود.
در قرون وسطی، شیطان اهمیت زیادی در الهیات مسیحی نداشت و چون شخصیتی طنز در نمایش‌های کرامات حضور پیدا می‌کرد. با گسترش اعتقاد به تسخیرشدگی توسط شیاطین و افسونگری در دوران مدرن نخستین، بر اهمیت شیطان نیز افزوده شد. در عصر روشنگری متفکرانی چون ولتر به تندی از اعتقاد به وجود شیطان انتقاد کردند. با این حال، اعتقاد به وجود شیطان، خصوصاً در قاره آمریکا، پابرجا مانده است.
اگرچه شیطان به‌طور کلی شر و بدجنس تلقی می‌شود، اما برخی از گروه‌ها عقاید بسیار متفاوتی دارند. در شیطان‌پرستی دینی، شیطان خدایی در نظر گرفته می‌شود که مورد پرستش یا احترام است. در شیطان‌گرایی لاویایی، شیطان نمادی از ویژگی‌های مثبت و آزادی به حساب می‌آید. کتاب مقدس ظاهر شیطان را توصیف نکرده، اما از قرن ۹ میلادی، او در هنر مسیحی با شاخ، سم، پاهای پر مو، دم و معمولاً لخت و با چنگکی در دست نمایش داده شده است. این ویژگی‌ها از خدایانی چون پن، پوزئیدون و بس تقلید شده است. او همچنین در ادبیات مسیحی، به خصوص در کمدی الهی دانته، افسانه فاوست، بهشت گمشده و بهشت بازیافته از جان میلتون، و نیز در موسیقی، فیلم و سریال‌های امروزی حضوری پر رنگ دارد.

## شکل‌گیری تاریخی

### تنخ

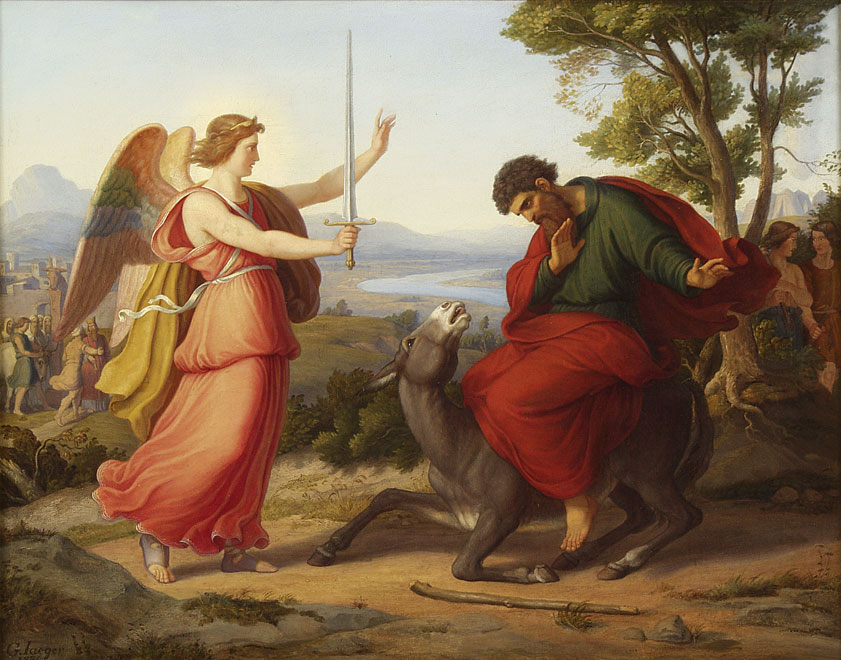
بلعم و فرشته (۱۸۳۶) از گوستاو یاگر. فرشته در این حادثه «شیطان» نامیده شده است.

کلمهٔ عبری שָּטָן (شطن) عبارتی کلی به معنای «متهم‌کننده» یا «دشمن» است که در سراسر تنخ (مجموعهٔ متون مقدس یهودیان) در کنار موجودات فراطبیعی، به انسان‌ها نیز گفته شده است و در فعلی به معنای «مخالفت کردن» ریشه دارد. زمانی که این کلمه بدون حرف تعریف به کار می‌رود، هر اتهام‌زنی می‌تواند شطن نامیده شود، اما وقتی با حرف تعریف (حشطن) استفاده می‌شود، منظور شیطان آسمانی است.
کلمه شیطان با حرف تعریف ۱۷ مرتبه در تنخ استفاده شده است: ۱۴ بار در ۲ فصل اول کتاب ایوب و ۳ بار در فصل سوم کتاب زکریا. این کلمه همچنین ۱۰ بار بدون حرف تعریف استفاده شده است. نویسندگان هفتادگانی ۲ مورد از استفاده‌های بدون حرف تعریف را در زبان یونانی به «دیابولوس» برگردانده‌اند. به شیطان در سفر پیدایش (داستان آفرینش آدم و حوا به این کتاب تعلق دارد) اشاره‌ای نشده است. سفر پیدایش تنها به مار سخنگو اشاره می‌کند و آن مار را با هیچ موجود فراطبیعی مرتبط نمی‌داند. اولین استفاده از «شیطان» برای اشاره به موجود فراطبیعی در تنخ، در باب ۲۲ سفر اعداد دیده می‌شود که در آن، فرشته یهوه که با بلعم باعورا دیدار می‌کند، شیطان توصیف شده است: «رفتن بلعم خشم الوهیم را برافروخت و فرشته یهوه به عنوان یک شیطان در برابر او ایستاد.» در باب ۲۴ کتاب دوم سموئیل، داوود بدون اجازه خدا دستور به انجام سرشماری می‌دهد. پس خدا که خشمگین شده، «فرشته یهوه» را می‌فرستد تا به عنوان مجازات به مدت ۳ روز در اسرائیل طاعون شایع کند که مسبب مرگ ۷۰ هزار نفر می‌شود. همین داستان در ۲۱ کتاب اول تواریخ هم تکرار شده، اما نویسنده «فرشته یهوه» را «شیطان» (بدون حرف تعریف) نامیده است.
برخی آیات به وضوح به شیطان اشاره دارند اما این کلمه را استفاده نکرده‌اند. آیه ۱۲ از باب ۲ کتاب اول سموئیل پسران عیلی را «پسران بلیعال» توصیف می‌کند؛ آیات بعدی نشان می‌دهند بلیعال مترادف «شیطان» است. در آیه ۱۴ از باب ۱۶ کتاب اول سموئیل، یهوه یک «روح شیطانی» به سمت پادشاه اسرائیل شائول می‌فرستد تا بدین طریق او را با داوود آشنا کند. در باب ۲۲ کتاب اول پادشاهان، میکایای نبی صحنه‌ای را برای شاه اهب توصیف می‌کند که در آن، یهوه بر تخت پادشاهی خود نشسته و سپاه آسمانی در اطراف او ایستاده‌اند. یهوه از سپاه می‌پرسد «چه کسی وظیفه گمراه‌کردن اهب را می‌پذیرد؟» یک روح که نامش مشخص نشده اما به شیطان شبیه است، داوطلب می‌شود تا «به عنوان روح دروغ‌گو وارد زبان همه پیامبران اهب شود.»

#### کتاب ایوب

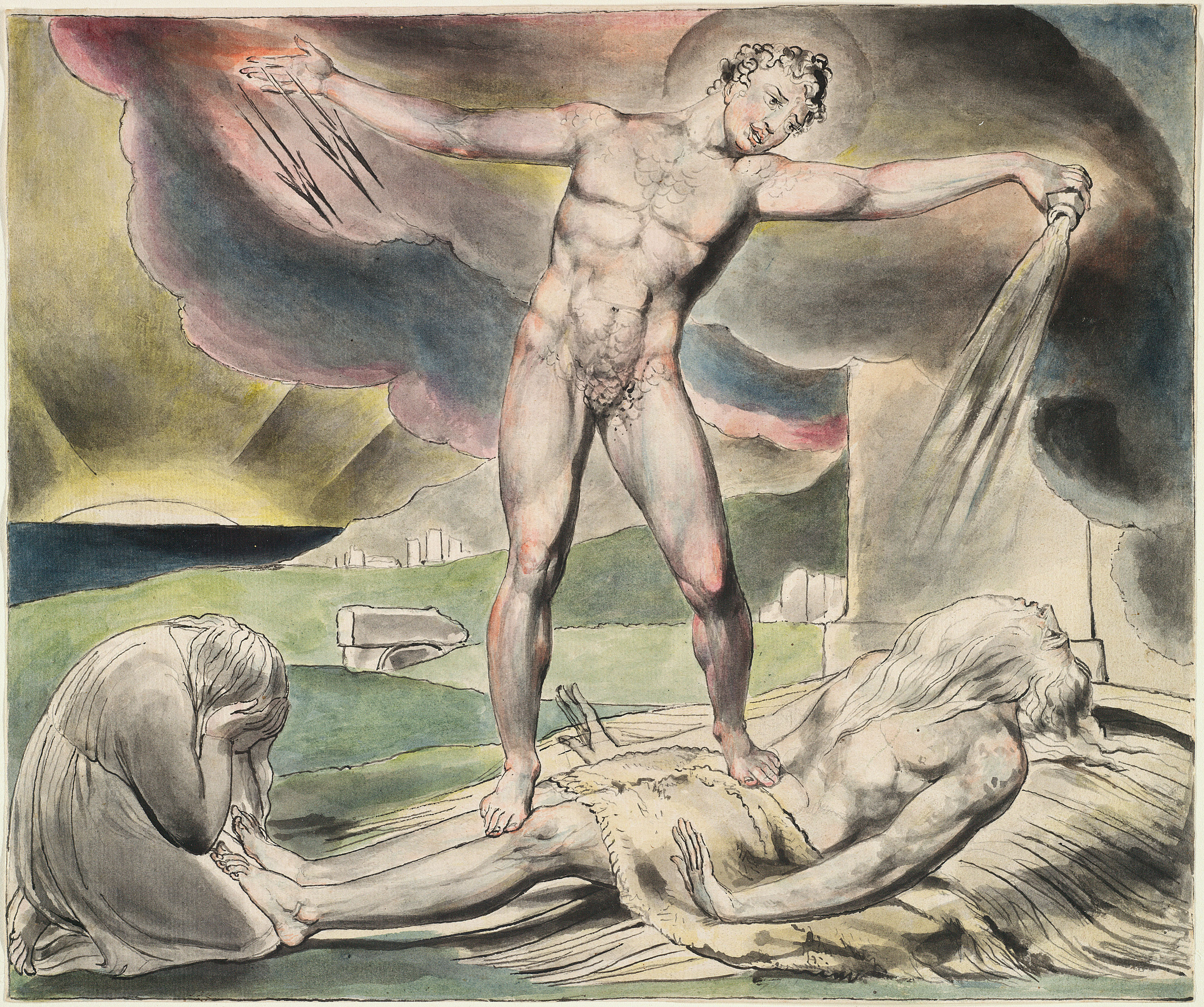
امتحان ایوب از ویلیام بلیک

شیطان در کتاب ایوب نیز حضور دارد. این اثری منظوم است که احتمالاً در دوران اسارت یهودیان در بابل نوشته شده است. در این کتاب، ایوب مرد صالحی است که یهوه به او علاقه دارد. در باب اول کتاب، پسران خدا در مقابل یهوه صف می‌بندند. یهوه از شیطان که یکی از آن‌هاست، می‌پرسد کجا بودی؟ و شیطان پاسخ می‌دهد «در حال گشت و گذار در زمین.» یهوه می‌پرسد «آیا بنده من ایوب را هم دیدی که گناه نمی‌کند؟» شیطان در جواب اجازه می‌خواهد که ایوب را شکنجه کند تا یهوه ببیند که او در اثر این مسئله، از ایمانش دست خواهد کشید. یهوه می‌پذیرد. در نتیجه، شیطان خدمتکاران و گله ایوب را نابود می‌کند اما او از یهوه روی‌گردان نمی‌شود. صحنه پیشین دوباره تکرار می‌شود و یهوه به شیطان یادآوری می‌کند که ایوب هنوز مرد با ایمانی است. شیطان پاسخ می‌دهد که آزمون‌های بیشتری مورد نیاز است و یهوه باز هم به او اجازه می‌دهد که ایوب را امتحان کند. در پایان داستان، ایوب صالح و با ایمان باقی می‌ماند و شیطان از شکست خود شرمسار می‌شود.

#### کتاب زکریا
باب سوم کتاب زکریا حاوی صحنه‌ای مربوط به اواسط فوریه ۵۱۹ قبل از میلاد است که در آن، یک فرشته زکریا را به دادگاهی می‌برد؛ در این دادگاه یوشع، کاهن اعظم، به عنوان نماینده مملکت یهودا با لباس‌های چرکین (که نماد گناهان اهل یهوداست) حاضر است. یهوه قاضی و شیطان دادستان است. در نهایت، یهوه شیطان را سرزنش می‌کند و دستور می‌دهد به یوشع لباس‌های تمیز (که نشانه بخشیده شدن مردم یهود است) بدهند.

### دوره معبد دوم

نقشه شاهنشاهی هخامنشی که یهودیان یکی از مردمان آن بودند. در این دوره اهریمن دین زرتشت بر تصورات یهودیان از شیطان اثرگذار بود.

در دوره معبد دوم که یهودیان در شاهنشاهی هخامنشی زندگی می‌کردند، یهودیت شدیداً از مزدیسنا اثر گرفت. تاثیرپذیری از اهریمن، خدای شر و تاریکی در دین زرتشت، تصورات یهودیان از شیطان را دستخوش تغییر کرد. در هفتادگانی، ترجمه یونانی تنخ که در دوره معبد دوم انجام شده، کلمه عبری شیطان (با حرف تعریف) موجود در کتب زکریا و ایوب را دیابولوس ترجمه کرده‌اند. اما همین مترجمان، وقتی شیطان بدون حرف تعریف و خطاب به انسان‌هایی مثل هدد ادومی و رزون سوری به کار رفته، آن را ترجمه نکرده است و به صورت «ساتان» نوشته شده است.
به نظر می‌رسد اعتقاد به وجود شیطان به عنوان رقیب خدا و یک شخصیت کاملاً پلید در دروغ‌نامیده‌ها در دوره معبد دوم شکل گرفته است؛ در کتاب خنوخ که به گواه طومارهای دریای مرده روزگاری به اندازه تورات محبوب بوده، به ۲۰۰ فرشته‌ای اشاره شده که وظیفه نظارت بر زمین را دارند، اما وظیفه خود را کنار می‌گذارند و در عوض، با زنان آدمیان رابطه جنسی برقرار می‌کنند. رهبر این فرشتگان سامیارس‎ است و یکی از اعضای گروه که عزازیل نام دارد، فساد را بین انسان‌ها می‌گستراند. این فرشتگان نهایتاً در غارهای دور افتاده در زمین محبوس می‌شوند و باید منتظر بمانند تا روز داوری فرا رسد. کتاب یوبیل که حدوداً در سال ۱۵۰ قبل از میلاد نوشته شده، ماجرای شکست فرشتگان را بازگو کرده است اما برخلاف کتاب خنوخ، در این روایت رئیس فرشتگان که مستما نام دارد، قبل از اینکه همه فرشتگان زندانی شوند از یهوه تقاضا می‌کند که به او اجازه دهد برخی از آنان را نزد خود نگه دارد تا برایش کار کنند. یهوه به درخواست او تن می‌دهد و مستما از آن فرشتگان برای وسوسه انسان‌ها به انجام گناه بیشتر استفاده می‌کند. مستما همچنین یهوه را تحریک می‌کند تا ابراهیم را با ذبح اسحاق آزمایش کند.
کتاب دوم خنوخ حاوی اشاراتی به یکی از فرشتگان نگهبان موسوم به شیطان‌ئیل است. این کتاب یکی از دروغ‌نامیده‌هاست و نام نویسنده و زمان نگارش آن مشخص نیست. به گفته کتاب دوم خنوخ، شیطان‌ئیل شاهزاده گریرگوری بود و از «بهشت بیرون رانده شد.» او روح پلیدی بود که تفاوت میان درست‌کاری و گناه‌کاری را می‌دانست. در کتاب حکمت، شیطان کسی که مرگ را به زمین برد، محسوب می‌شود اما در ابتدا قابیل را مسبب این مسئله می‌دانستند. سمائیل نام یکی از فرشتگان مغضوب بود اما بعدها در متون یهودی میدراش و کابالا به مترادفی برای شیطان تبدیل شد.

## یهودیت

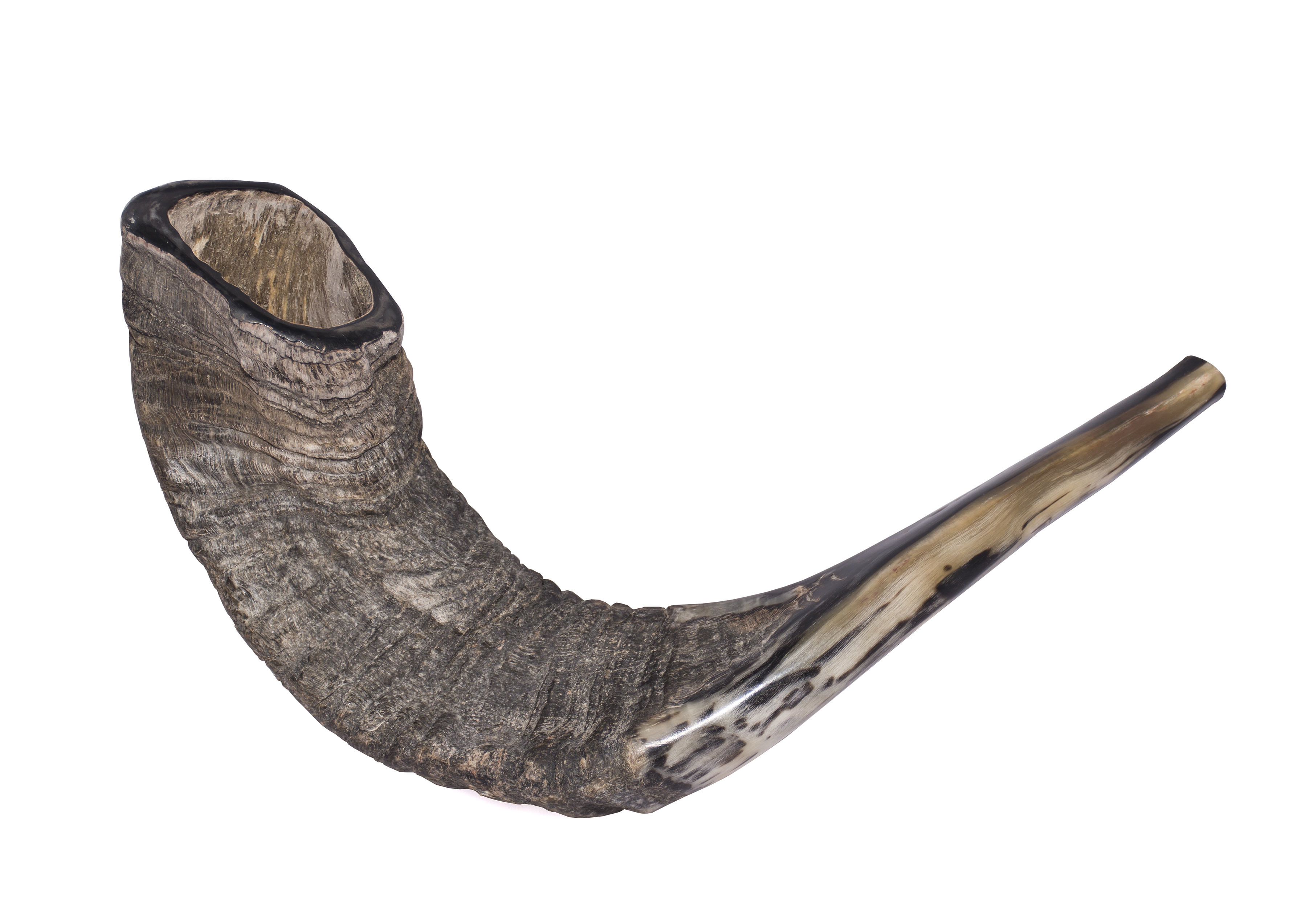
اعتقاد بر این است که صدای شوفار (تصویر) به طور نمادین شیطان را گیج می‌کند.

اکثر یهودیان به وجود یک شخصیت ماوراءالطبیعه پلید اعتقادی ندارند. سنت‌گرایان و فیلسوفان یهودی قرون وسطی به الهیات عقلانی پایبند بودند و هرگونه اعتقاد به فرشتگان سرکش یا سقوط کرده را رد می‌کردند و شر را انتزاعی می‌دانستند. خاخام‌ها معمولا کلمه شیطان را بدون حرف تعریف تفسیر می‌کردند، زیرا در تنخ به عنوان اشاره دقیق به دشمنان انسانی استفاده می‌شود. با این وجود، کلمه شیطان گاهی به صورت استعاری به تاثیرات شر اطلاق شده‌است. مانند تفسیر یهودیان از یتزر هارا (تمایل شر) که در پیدایش ۶:۵ ذکر شده‌است.
تصویر تلمودی از شیطان متناقض است. در حالی که همذات‌ پنداری شیطان با یتزر هارا انتزاعی در آموزه‌های خاخام‌ها یکسان باقی ماند، او به طور کلی به عنوان موجودی با عاملیت مستقل شناخته می‌شود؛ به طور مثال، یکی از خاخام‌ها شیطان را هم با فرشته مرگ و هم با یتزر هارا یکی می‌دانست. موقعیت شیطان به عنوان یک شخصیت با حکایات خاخامی متعدد دیگری تقویت شد؛ یکی از این داستان‌ها روایتی را توصیف می‌کند که در آن شیطان به عنوان یک زن ظاهر می‌شود تا ربی مایر و ربی اکیبه را به گناه وسوسه کند، در حالی که داستانی دیگر، شیطان را به شکل یک گدای بد اخلاق و بیمار توصیف می‌کند تا حکیم پلیمو را وسوسه کند تا رسم مهمان‌نوازی را بشکند. در بخشی دیگر آمده‌است که شیطان یک بار پای احا بر یعقوب را بوسید زیرا به شاگردان خود می‌آموخت که اعمال ناپسند او فقط برای خدمت به مقاصد خداوند انجام می‌شود.
تفاسیر خاخامی از کتاب ایوب، به طور کلی از تلمود و ابن میمون در شناسایی «شیطان» از مقدمه‌ای به عنوان استعاره از یتزر هارا و نه یک موجود واقعی پیروی می‌کند. شیطان در ادبیات تنائیم به ندرت ذکر شده‌است، اما در آگادای بابلی یافت می‌شود، بنابر روایتی، صدای شوفار، که در درجه اول به منظور یادآوری اهمیت توبه به یهودیان است، به صورت نمادین نیز برای «گیج‌کردن متهم» (شیطان) و جلوگیری از اقامه دعوای او به خدا علیه یهودیان است. کابالا شیطان را به عنوان مامور خدا معرفی می‌کند که وظیفه‌اش وسوسه کردن انسان‌ها به گناه است تا بتواند آن‌ها را در دادگاه الهی متهم کند. یهودیان حسیدی قرن هجدهم شیطان را با بعل-داور مرتبط می‌کردند.
فرقه‌های مدرن یهودیت، تفسیرهای متفاوتی از هویت شیطان دارند. یهودیت ارتدکس تنوع آموزه‌های تلمودی در مورد شیطان را می‌پذیرد و شیطان در برخی از دعاهای استاندارد مانند برکات شمع ییسرائل در معاریو ذکر شده‌است. در یهودیت اصلاح‌گرا، شیطان عموما در نقش تلمودی خود به عنوان استعاره‌ای از یتزر هارا و بازنمایی نمادین ویژگی‌های فطری انسانی مانند خودخواهی دیده می‌شود.

## مسيحيت

### عهد جدید
انجیل‌ها، اعمال رسولان و رساله‌ها

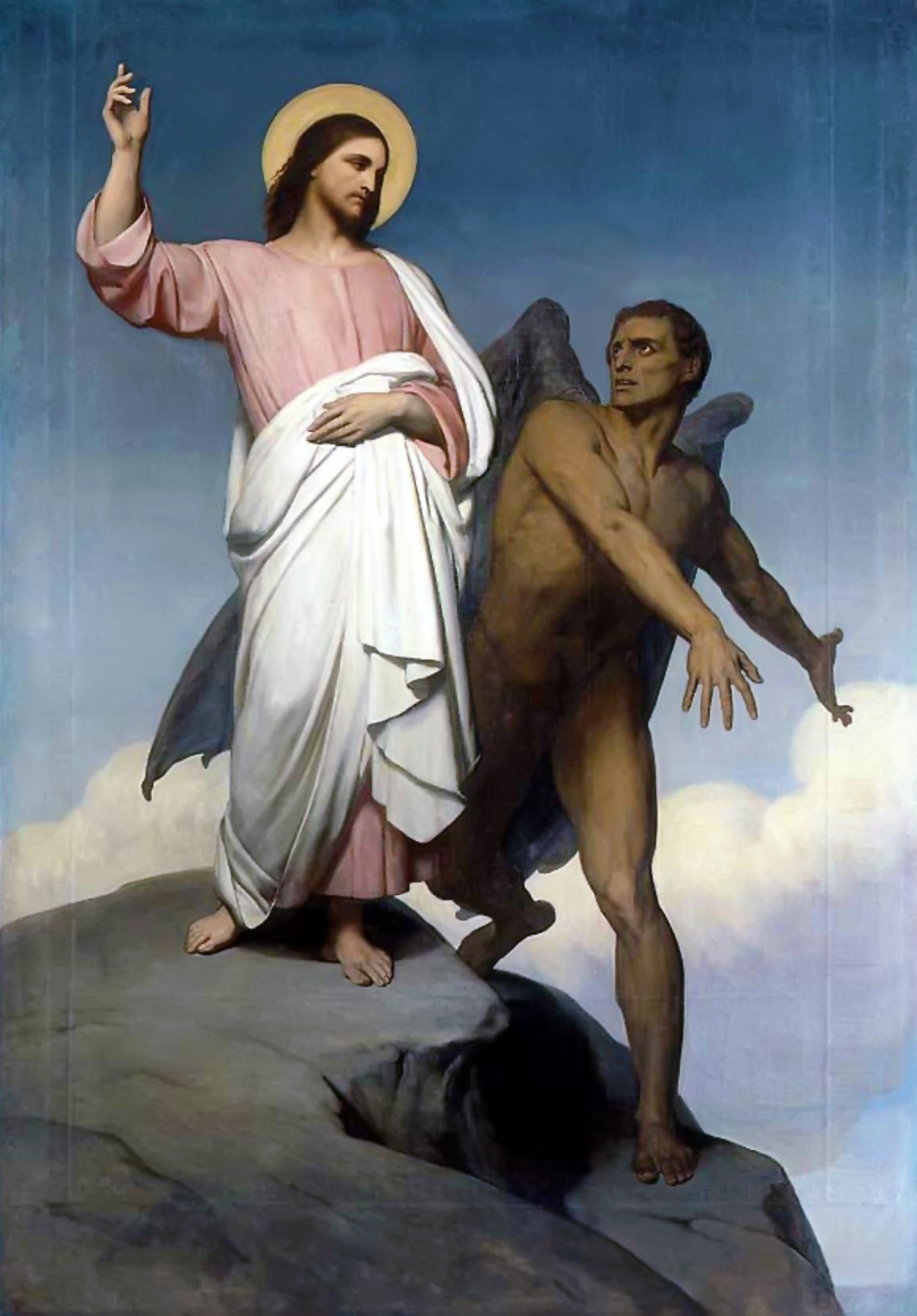
شیطان به تصویر کشیده شده در وسوسه مسیح، اثر آری شفر، ۱۸۵۴

در سرتاسر عهد جدید، شیطان به عنوان «وسوسه‌گر» (متی ۳:۴)، «رئیس دیوها» (متی ۱۲:۲۴)، «حاکم این دنیا» (دوم قرنتیان ۴:۴)، «آن شریر» (اول یوحنا ۵:۱۸) و «شیری گرسنه، غرّان» (اول پطرس ۸:۵) معرفی می‌شود. سه انجیل هم‌نوا همگی وسوسه مسیح توسط شیطان را در بیابان توصیف می‌کنند؛ شیطان ابتدا سنگی را به عیسی نشان می‌دهد و به او می‌گوید که آن را به نان تبدیل کند. همچنین او را به قله معبد در اورشلیم می‌برد و به عیسی دستور می‌دهد که خود را به پایین بیندازد تا فرشتگان او را بگیرند. شیطان عیسی را به بالای کوهی بلند می‌برد؛ در آن‌جا پادشاهی‌های زمین را به او نشان می‌دهد و قول می‌دهد که اگر او را تعظیم و پرستش کند همه آن‌ها را به او خواهد داد. هر بار عیسی شیطان را سرزنش می‌کند و پس از سومین وسوسه، فرشتگان او را پرستاری می‌کنند. وعده شیطان در متی ۹-۴:۸ و لوقا ۷-۴:۶ برای دادن تمام پادشاهی‌های زمین به عیسی، نشان می‌دهد که همه آن پادشاهی‌ها متعلق به او است. این واقعیت که عیسی با وعده شیطان مخالفت نمی‌کند، نشان می‌دهد که نویسندگان آن اناجیل معتقد بودند که این موضوع درست است.
شیطان در برخی از مثل‌های عیسی، یعنی مثل برزگر، مثل علف‌های هرز، مثل گوسفند و بز و مثل مرد نیرومند، نقش ایفا می‌کند. بر اساس مثل برزگر، شیطان بر کسانی که انجیل را درک نمی کنند، «عمیقا تاثیر می گذارد». دو تمثیل اخیر می‌گوید که پیروان شیطان در قضاوت نهایی مجازات خواهند شد و در مثل گوسفندان و بزها آمده است که شیطان، فرشتگان او و افرادی که از او پیروی می‌کنند به «آتش ابدی» سپرده خواهند شد. هنگامی که فریسیان عیسی را متهم کردند که از طریق قدرت بعلزبول دیوها را از بین می‌برد، عیسی با بیان مثل مرد قوی پاسخ می‌دهد: «چگونه کسی می‌تواند به خانه مردی نیرومند درآید و اموالش را غارت کند، مگر این که نخست آن مرد را ببندد. سپس می‌تواند خانه او را غارت کند.» (متی ۱۲:۲۹). مرد قوی در این مثل نشان دهنده شیطان است.
اناجیل هم‌نوا، شیطان و دیوهای او را به عنوان عوامل بیماری معرفی می کنند، از جمله تب (لوقا ۴:۳۹)، جذام (لوقا ۵:۱۳)، و ورم مفاصل (لوقا ۱۳:۱۱)، در حالی که نامه به عبرانیان شیطان را به عنوان «کسی که قدرت مرگ را در اختیار دارد توصیف می‌کند» (عبرانیان ۲:۱۴). نویسنده انجیل لوقا و اعمال رسولان قدرت بیشتری نسبت به متی و مرقس به شیطان نسبت می‌دهد. در لوقا ۲۲:۳۱، عیسی به شیطان این اختیار را می‌دهد که پطرس و دیگر حواریون را آزمایش کند. لوقا ۶-۲۲:۳ بیان می‌کند که یهودا اسخریوطی به عیسی خیانت کرد زیرا «شیطان وارد او شد» و در اعمال رسولان ۵:۳، پطرس شیطان را به عنوان «پر کردن» قلب حنانیا توصیف می‌کند و او را به گناه وادار می‌کند. انجیل یوحنا فقط سه بار از نام شیطان استفاده می‌کند. در یوحنا ۸:۴۴، عیسی می‌گوید که مخالفان یهودی او فرزندان شیطان هستند تا فرزندان ابراهیم. همین آیه شیطان را «از ابتدا قاتل» و «دروغگو و پدر همه دروغگوها» توصیف می‌کند. یوحنا ۱۳:۲ شیطان را به عنوان الهام بخش یهودا برای خیانت به عیسی توصیف می‌کند و یوحنا ۳۲-۱۲:۳۱ شیطان را به عنوان «آرکون این کیهان» معرفی می‌کند، که قرار است از طریق مرگ و رستاخیز عیسی سرنگون شود. در نامه یهودا به اختلاف بین میکائیل و شیطان بر سر جسد موسی اشاره دارد. برخی از مفسران این اشاره را کنایه‌ای از وقایع توصیف شده در زکریا ۲-۳:۱ می‌دانند.
کتاب مکاشفه

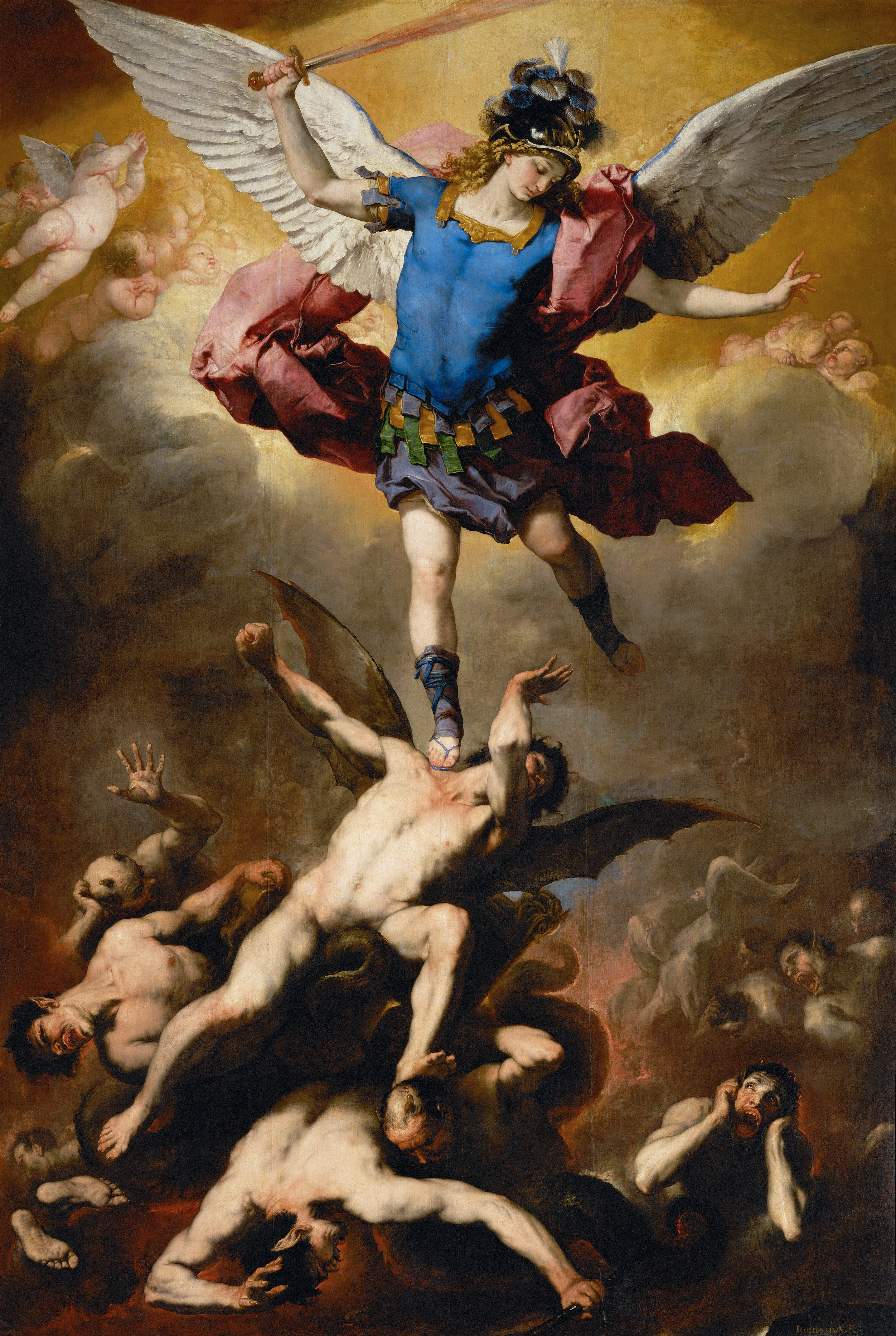
سقوط فرشتگان شورشی (۱۶۶۶) اثر لوکا جوردانو، که شیطان را در حال بیرون راندن از بهشت توسط میکائیل فرشته بزرگ، همان‌طور که در مکاشفه ۱۲-۷:۸ توضیح داده شده‌است، به تصویر می‌کشد.

مکاشفه یوحنا شیطان را به عنوان فرمانروای فراطبیعی امپراتوری روم و عامل نهایی همه شرارت در جهان نشان می‌دهد. در مکاشفه ۱۰-۲:۹، به عنوان بخشی از نامه به کلیسای سمورنا، یوحنای پاتموس به یهودیان سمورنا به عنوان «کنیسه شیطان» اشاره می‌کند و هشدار می‌دهد که «شیطان می‌خواهد برخی از شما را به عنوان آزمایش به زندان بیاندازد، و برای ده روز مصیبت خواهید داشت». در مکاشفه ۱۴-۲:۱۳، در نامه‌ای به کلیسای پرگامون، یوحنا هشدار می‌دهد که شیطان در میان اعضای جماعت زندگی می‌کند و اعلام می‌کند که «تخت شیطان» در میان آن‌هاست. پرگاموم مرکز استان روم آسیا بود و «تخت شیطان» ممکن است به محراب پرگامون در شهر اشاره داشته باشد که به خدای یونانی زئوس تقدیم شده‌ بود یا به معبدی اختصاص داده‌شده به امپراتور روم، آگوستوس.
مکاشفه ۱۲:۳ رویایی از یک اژدهای سرخ بزرگ را با هفت سر، ده شاخ، هفت تاج و یک دم عظیم توصیف می‌کند، تصویری که احتمالا از رویای چهار جانور از دریا در کتاب دانیال و لویاتان توصیف شده در بخش‌های مختلف عهد عتیق الهام گرفته شده‌است. اژدهای سرخ بزرگ«یک سوم خورشید... یک سوم ماه و یک سوم ستارگان» را از آسمان می‌زند و زن آخرالزمان را تعقیب می‌کند. مکاشفه ۹-۱۲:۷ اعلام می کند: سپس جنگ در بهشت آغاز شد. میکائیل و فرشتگانش با اژدها جنگیدند. اژدها و فرشتگانش به مقابله پرداختند، اما شکست خوردند و دیگر جایی برای آن‌ها در بهشت نبود. اژدهای کبیر به پایین انداخته شد، آن مار باستانی که دیو و شیطان نامیده می‌شود، او را به زمین افکنده کرد. زمین، و فرشتگانش با او به زمین افکندند. سپس صدایی از بهشت برمی‌خیزد که شکست «متهم» را بشارت می‌دهد و شیطان وحی را با شیطان عهد عتیق یکی می‌داند.
در مکاشفه ۳-۲۰:۱، شیطان با زنجیری بسته می‌شود و به پرتگاه انداخته می‌شود و در آن‌جا هزار سال زندانی می‌شود. او آزاد می‌شود و لشکریان خود را به همراه یاجوج و ماجوج جمع می‌کند تا با صالحان جنگ کند،  اما با آتشی از بهشت شکست می‌خورد و به دریاچه آتش افکنده می‌شود. برخی از مسیحیان شیطان را با عدد ۶۶۶ مرتبط می‌دانند که مکاشفه ۱۳:۱۸ آن را «عدد وحش» توصیف می‌کند. با این حال، جانور ذکر شده در مکاشفه ۱۳ شیطان نیست، و استفاده از ۶۶۶ در کتاب مکاشفه به عنوان اشاره‌ای به نرون، امپراتور روم، تعبیر شده‌است، زیرا ۶۶۶ مقدار عددی نام او در عبری است.

### پدران اولیه کلیسا

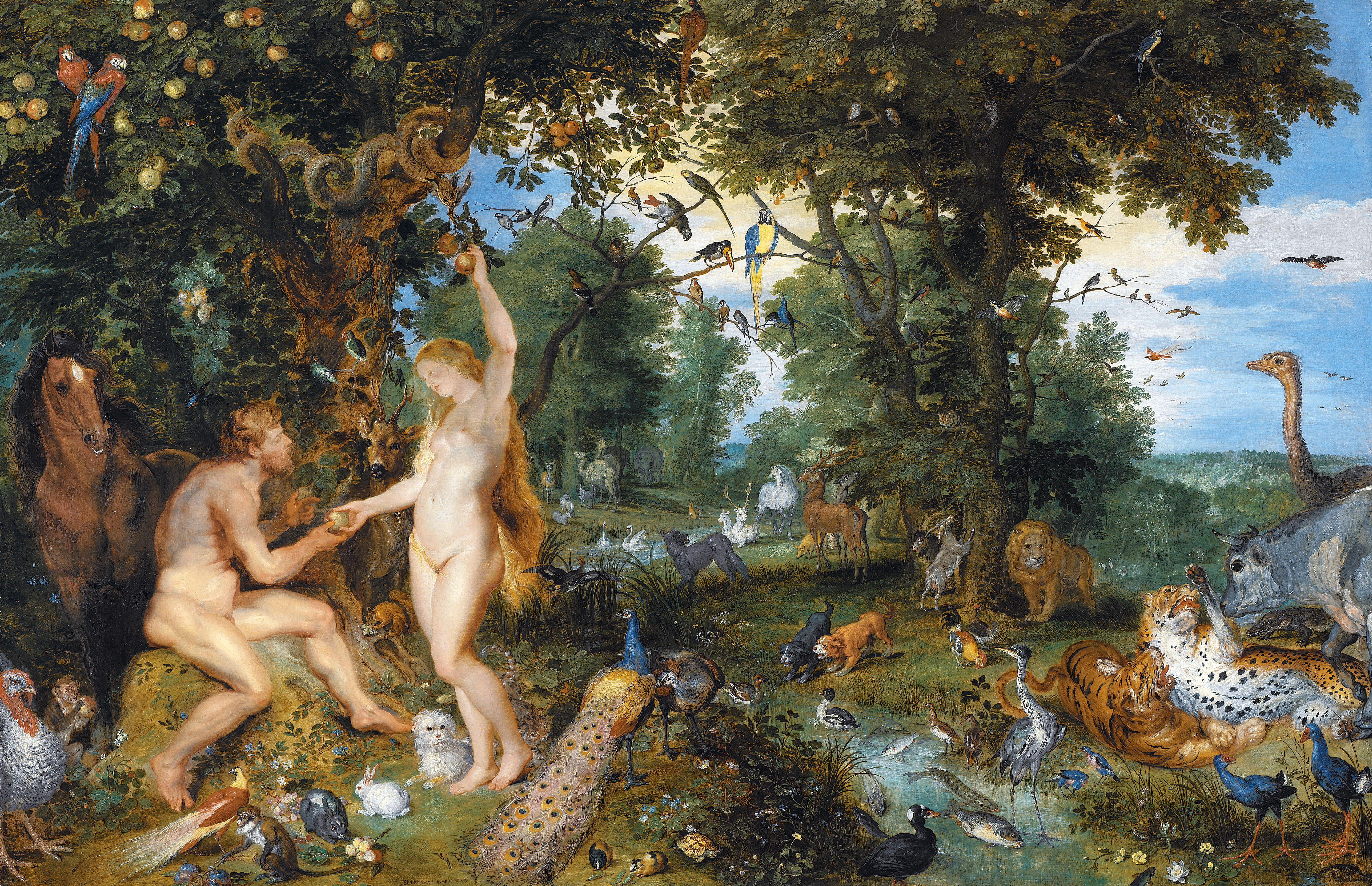
باغ عدن با سقوط انسان اثر یان بروگل مهتر و پیتر پل روبنس (۱۶۱۵) ، حوا را در حال رسیدن به میوه ممنوعه در کنار شیطان که به عنوان یک مار به تصویر کشیده شده‌است، نشان می‌دهد.

مسیحیان به طور سنتی مار بی‌نام در باغ عدن را به دلیل مکاشفه یوحنا ۱۲:۷ که شیطان را «آن مار باستانی» می‌نامد به شیطان تفسیر کرده‌اند. با این حال، این آیه در مکاشفه احتمالا قصد دارد شیطان را با لویاتان، یک مار دریایی که نابودی او توسط یهوه در اشعیا ۲۷:۱ نبوت شده‌است، شناسایی کند. اولین فرد ثبت شده‌ای که شیطان را با مار باغ عدن شناسایی کرد، ژوستین شهید، مدافع مسیحی قرن دوم پس از میلاد، در فصل ۴۵ و ۷۹ گفتگوی خود با تریفو، بود. دیگر پدران اولیه کلیسا که به این هویت اشاره کردند، تئوفیلوس و ترتولیان بودند. با این حال، تفاسير کلیسای اولیه با مخالفت غیر‌مسیحیانی مانند کلسوس مواجه شد که در رساله کلام راستین خود ادعا کرد که «کفر است... این‌که بگوییم خدای بزرگ... دشمنی دارد که توانایی او را برای انجام کارهای خوب محدود می‌کند». او همچنین گفت که مسیحیان «به طور نابخردانه پادشاهی خدا را تقسیم می‌کنند و در آن شورشی ایجاد می‌کنند، گویی در درون الهی جناح‌های متضاد وجود دارند، از جمله گروهی که با خدا دشمنی می‌کند».
هیلل (به عبری הֵילֵל)، به معنای «ستاره صبح» (یا به لاتین لوسیفر)، نامی بود برای عثتر، خدای سیاره زهره در اساطیر کنعانی، که سعی کرد از دیوارهای شهر آسمانی بالا برود، اما توسط خدای خورشید مغلوب شد. این نام در اشعیا ۱۴:۱۲ در اشاره استعاری به پادشاه بابل استفاده شده‌است. حزقیال ۱۵-۲۸:۱۲ از توصیف یک کروبی در عدن به عنوان بحثی علیه ایثوبعل دوم، پادشاه صور استفاده می‌کند. اوریجن، پدر کلیسای اسکندریه (پیرامون ۱۸۵–۲۵۴ میلادی)، که فقط از متن واقعی این قسمت‌ها آگاه بود و نه از اسطوره‌های اصلی که به آن‌ها اشاره می‌شود. در رساله خود درباره اصول اولیه، به این نتیجه رسید که هیچ یک از این آیات نمی‌توانند به معنای واقعی کلمه به یک انسان اشاره کنند. او نتیجه گرفت که اشعیا ۱۴:۱۲ تمثیلی برای شیطان است و حزقیال ۱۵-۲۸:۱۲ کنایه‌ای است از «فرشته‌ای که منصب حکومت امت تیریان را دریافت کرده بود»، اما پس از این‌که مشخص شد فاسد است به زمین پرتاب شد. به گفته هنری آنسگار کلی، به نظر می‌رسد که اوریجن این تعبیر جدید را برای رد افراد بی‌نامی اتخاذ کرده‌است که شاید تحت‌تاثیر ثنویت رادیکال زرتشتی، معتقد بودند «ماهیت اصلی شیطان تاریکی است». پدر کلیسا، جروم (پیرامون ۳۴۷-۴۲۰ میلادی)، مترجم لاتین ولگاته، نظریه اوریگن در مورد شیطان را به عنوان یک فرشته سقوط کرده پذیرفت و در تفسیر خود بر کتاب اشعیا در مورد آن نوشت. در سنت مسیحی از آن زمان، هم اشعیا ۱۴:۱۲ و هم حزقیال ۱۵-۲۸:۱۲ به صورت تمثیلی به شیطان اطلاق می‌شود. برای اکثر مسیحیان، شیطان به عنوان فرشته‌ای در نظر گرفته شده‌است که علیه خدا عصیان کرده‌است.
اکثر مسیحیان اولیه اعتقاد راسخ داشتند که شیطان و دیو‌های او قدرت تصاحب انسان‌ها را دارند و جن‌گیری به طور گسترده توسط یهودیان، مسیحیان و پگان‌ها انجام می‌شد. اعتقاد به تسخیر شیطان در قرون وسطی تا اوایل دوره مدرن ادامه یافت. اکثریت قریب به اتفاق افرادی که فکر می کردند توسط شیطان تسخیر شده‌اند از توهم یا سایر «علائم دیدنی» رنج نمی‌بردند، بلکه از «اضطراب، ترس‌های مذهبی و افکار شیطانی» شکایت داشتند.

### قرون وسطی

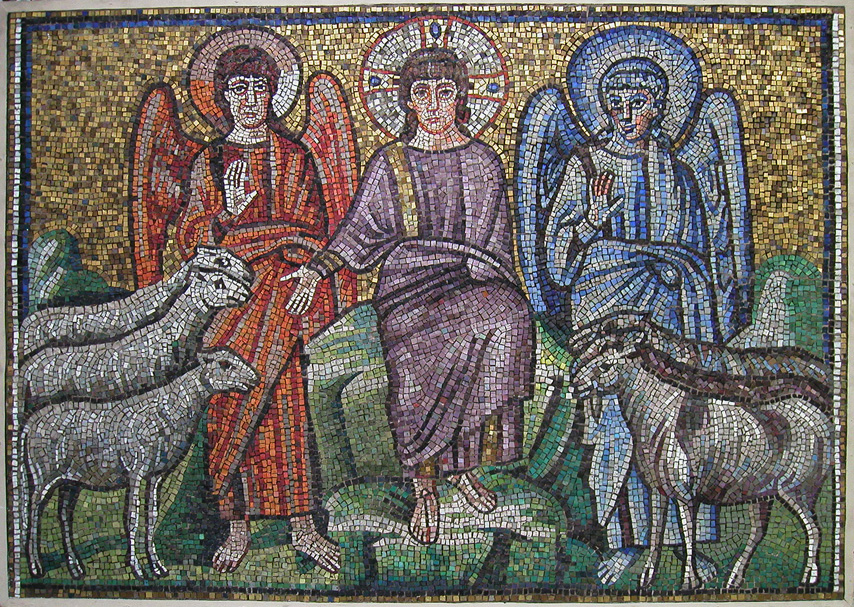
کپی یک موزاییک اوایل قرن ششم در کلیسای سنت آپولینار نُوو، راونا، که مسیح را در حال جدا کردن گوسفندها از بزها به تصویر می‌کشد. فرشته آبی احتمالا قدیمی‌ترین تصویر مسیحی از شیطان است که گناهکاران را که نماد بزها هستند، جمع می‌کند. در اینجا، او هیولای شیطانی نیست که از شمایل‌نگاری‌های بعدی شناخته شده است، بلکه حضور برابر در بارگاه آسمانی به او داده می شود. با این حال، شناسایی این شخصیت با شیطان مورد مناقشه است..

شیطان نقش کمتری در الهیات مسیحی قرون وسطی داشت، اما او اغلب به‌عنوان یک شخصیت کمدی متداول در نمایشنامه‌های کرامات اواخر قرون وسطی ظاهر می‌شد. جفری برتون راسل تصور قرون وسطایی از شیطان را «رقت‌انگیزتر و نفرت‌انگیزتر از ترسناک بودن» توصیف می‌کند و او را چیزی بیش از یک مزاحم برای برنامه جامع خدا می‌دانستند. افسانه طلایی، مجموعه ای از زندگی قدیسان که در حدود سال ۱۲۶۰ توسط ژاکوبوس د ووراژین، راهب دومینیکن گردآوری شده‌است، حاوی داستان‌های متعددی در مورد رویارویی قدیسان و شیطان است که در آن شیطان دائما توسط زیرکی قدیسان و با قدرت خدا فریب می‌خورد. افسانه طلایی محبوب‌ترین کتاب در قرون وسطی و اواخر آن بود و نسخه‌های خطی بیشتری از آن نسبت به هر کتاب دیگری از جمله حتی خود کتاب مقدس باقی مانده‌است.
اپیسکوپی کانن، نوشته شده در قرن یازدهم پس از میلاد، اعتقاد به جادوگری را به عنوان بدعت محکوم می‌کند، اما همچنین اسنادی را نشان می‌دهد که بسیاری از مردم در آن زمان ظاهرا به آن اعتقاد داشتند. اعتقاد بر این بود که جادوگران بر روی چوب جاروها در هوا پرواز می‌کنند، با شیاطین هم‌نشین می‌شوند، در جنگل‌ها «آیین‌های جنسی مبهم» انجام می‌دهند، نوزادان انسان را می‌کشند و آن‌ها را به عنوان بخشی از مناسک شیطانی می‌خورند، و با شیاطین درگیر روابط زناشویی می‌شوند. در سال ۱۳۲۶، پاپ ژان بیست‌ودوم، مهر و موم پاپی را صادر کرد که اعمال پیشگویی عامیانه را به عنوان مشورت با شیطان محکوم می‌کرد. در دهه ۱۴۳۰، کلیسای کاتولیک شروع به در نظر گرفتن جادوگری به عنوان بخشی از یک توطئه گسترده به رهبری خود شیطان کرد.

## اسلام

### نام‌ها
کلمه شیطان در زبان عربی خود یک صفت، به معنای «گمراه» یا «دور» است که می‌تواند هم برای انسان و هم برای جن به کار رود، اما به طور خاص در مورد شیطان ماوراءالطبیعه به کار می‌رود. ابلیس نامی است که در قرآن به رهبر شیاطین داده شده‌است. به نظر می‌رسد که نام ابلیس از ریشه یونانی «دیابولوس» (به یونانی باستان: διάβολος)، با واسطه سریانی گرفته شده‌است. خود این نام در ادبیات عربستان پیش از اسلام یافت نمی‌شود، که نشان می‌دهد که منشا عربی قبل از اسلام ندارد. همچنين ممکن است این نام لقبی باشد که به یک صفت اشاره می‌کند که از ریشه عربی ب-ل-س، با معنای گسترده «در اندوه ماندن»، گرفته شده‌است. برخی از مفسران مسلمان مانند عبدالکریم جیلی این نام را به تلبیس به معنای «آشفتگی» نسبت می‌دهند، زیرا فرمان خدا او را گیج کرده‌است.
به گفته ابن منظور، این نظر عمده مفسران عرب است که بر این باورند که نام شخصی این موجود عزازیل بوده‌است. هر چند که نام عزازیل در قرآن نیامده‌است اما در روایات تکمیلی اسلامی مانند تفسیر قرآن و قصص الانبیاء ذکر شده‌است. فاینبرگ استدلال می‌کند که نام عزازیل مربوط به ریشه عربی «إزالة» (حذف کردن) است و به این دلیل به این فرشته داده شده‌است که توسط نویسندگان مسلمان «حذف یا جدا می‌شود». برخی از زبان‌شناسان اسلامی نام او را از دو کلمه عزیز و ئیل به معنای «عزیز خدا» می‌سازند، به این معنی که نام او از این معنی گرفته شده‌است که زمانی «فرشته محبوب خدا» بوده‌است. تفسیر عزازیل در اسلام به عنوان نام اصلی ابلیس، احتمالا در مطالب بین‌العهدینی یهودی مانند، سفر خنوخ و آپوکریفای ابراهیم ریشه دارد. در سفر خنوخ، عزازیل به عنوان یکی از دویست فرشته به تصویر کشیده شده‌است که پس از فرود آمدن به زمین، در کوه هرمون اقامت گزیدند و پدر غول‌هایی شدند که گاهی اوقات با نفیلیم‌ها شناخته می‌شدند.

### قرآن

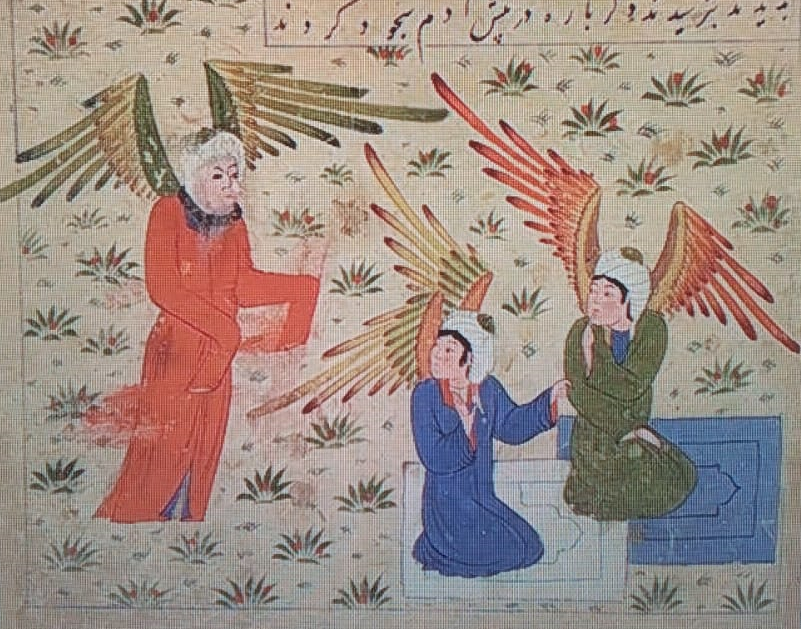
دو فرشته برمی‌گردند و با نگرانی می‌بینند که ابلیس در برابر آدم تعظیم نمی‌کند. نقاشی از نسخه خطی عجایب المخلوقات (عجایب خلقت) اثر طوسی سلمانی، قرن چهاردهم.

ابلیس ۱۱ بار در قرآن ذکر شده‌است که ۹ بار آن مربوط به امتناع او از سجده به آدم است. اصطلاح شیطان رایج‌تر است، گرچه ابلیس را گاهی شیطان می‌نامد ولی شرایط قابل تعویض نیستند. قطعات مختلف داستان ابلیس در قرآن پراکنده‌است. هنگامی که خدا آدم را آفرید، به فرشتگان دستور داد تا در برابر خلقت جدید تعظیم کنند. همه فرشتگان سجده کردند، اما ابلیس از انجام آن سر باز زد. او استدلال می‌کند که چون از آتش آفریده شده‌است، از انسان‌هایی که از گل ساخته شده‌اند برتری دارد و نباید به آدم سجده کند. خدا ابلیس را به سزای غرورش از بهشت بیرون کرد و او را به جهنم محکوم کرد. بعدا ابلیس درخواست کرد که بتواند آدم و فرزندانش را گمراه کند، در نتیجه خدا این درخواست او را می‌پذیرد و بدین ترتیب قرآن، خدا را به عنوان قدرتی که پشت فرشتگان و شیاطین قرار دارد به تصویر می‌کشد. پس از اخراج از بهشت، ابلیس که پس از آن به «الشیطان» معروف شد، آدم و حوا را به خوردن میوه ممنوعه ترغیب کرد.
داستان قرآن درباره سقوط شیطان از بهشت به موازات منابع خارج از کتاب مقدس، مانند آپوکریفای یهودی زندگی آدم و حوا (که نسخه یونانی آن به عنوان آخرالزمان موسی شناخته می‌شود) است. در این کتاب شیطان توضیح می‌دهد که وقتی خدا به او دستور داد که در برابر آدم تعظیم کند، سرپیچی کرد. از منظر مفهومی، کارکرد کلامی ابلیس به عنوان یک وسوسه کننده منصوب الهی، برابر با  مستما، فرشته شیطانی، از کتاب یوبیل است.
ویژگی اولیه شیطان در قرآن، جدای از غرور و ناامیدی‌ او، توانایی در وسوسه کردن مردان و زنان است. سوره حجر (آیه ۴۵) بیان می‌کند که شیطان هیچ نفوذی بر صالحان ندارد، اما کسانی که در گمراهی می‌افتند، تحت قدرت او هستند. سوره اعراف (آیه ۱۵۶) دلالت بر این دارد که کسانی که از قوانین خدا پیروی می‌کنند از وسوسه‌های شیطان مصون هستند. سوره واقعه (آیه ۷۹) هشدار می‌دهد که شیطان سعی می‌کند مسلمانان را از خواندن قرآن باز دارد و سوره نحل (آیه ۹۸) خواندن قرآن را به عنوان پادزهر علیه شیطان توصیه می‌کند. سوره فاطر (آیه ۶) از شیطان به عنوان دشمن بشریت یاد می‌کند و سوره یس (آیه ۶۰) انسان‌ها را از پرستش او منع می‌کند. در بازخوانی قرآنی سفر ایوب، ایوب می‌داند که شیطان است که او را عذاب می‌دهد.

### سنت‌های اسلامی
در قرآن، شیطان ظاهرا فرشته است، با این حال سوره کهف (آیه ۵۰) او را «از جنیان» توصیف کرده‌است. این واقعیت که او خود را به عنوان ساخته‌ شده از آتش توصیف می‌کند، مشکل بزرگی برای مفسران مسلمان قرآن ایجاد کرده که در مورد این‌که آیا شیطان فرشته سقوط کرده است یا رهبر گروهی از جن‌های شیطانی، اختلاف نظر دارند. جارالله زمخشری، محقق ایرانی قرون وسطی، می‌گوید که فرشتگان و جن مترادف یکدیگرند. بیضاوی، در عوض استدلال می‌کند که شیطان در اصل یک فرشته بود، اما مانند یک جن رفتار می‌کرد. ابومنصور ماتریدی که به عنوان بنیانگذار ماتریدی اهل سنت (کلام) شناخته می‌شود، استدلال کرد که از آن‌جایی که فرشتگان می‌توانند مورد برکت خدا‌ قرار گیرند، آن‌ها نیز مورد آزمایش قرار می‌گیرند و می‌توانند مجازات شوند. بر این اساس، ابلیس پس از امتناع از اطاعت، تبدیل به یک شیطان یا جن شد. تاریخ خمیس نقل می‌کند که شیطان جنی بود که به پاداش نیکویی خود وارد بهشت شد و بر خلاف فرشتگان، اختیار اطاعت یا نافرمانی خداوند به او داده‌ شد. هنگامی که او از بهشت رانده شد، انسانیت را مقصر مجازات خود دانست.
بیضاوی در مورد منشا آتشین ابلیس اظهار می‌دارد که آتش و نور از یک جوهر اما صفات مختلفی هستند و در نتیجه تفاوت واقعی ندارند. به همین ترتیب زکریا قزوینی و همچنین محمد بن احمد ابشیحی بیان می‌کنند که بین نور و آتش تفاوتی اساسی وجود ندارد، زیرا همه موجودات ماوراء‌طبیعی از آتش آفریده شده‌اند، اما فرشتگان از نور آن و جنیان از آتش آن. عبد‌ الغنی المقدسی معتقد است که تنها فرشتگان رحمت از نور آفریده شده‌اند، اما فرشتگان عذاب از آتش آفریده شده‌اند. مورخ مسلمان، محمد بن جریر طبری، که در حدود سال ۹۲۳ پس از میلاد درگذشت، می‌نویسد که قبل از خلقت آدم، جن‌های زمینی که از آتش بدون دود ساخته شده بودند، در زمین پرسه می‌زدند و فساد می‌کردند. او همچنین نقل می‌کند که ابلیس در اصل فرشته‌ای به نام عزازیل یا الحارث از گروهی از فرشتگان بود که از آتش سموم آفریده شده بود و از طرف خدا برای مقابله با جن‌های زمینی فرستاده شده‌ بود. عزازیل جن‌ها را در جنگ شکست داد و آن‌ها را به کوه‌ها راند، اما یقین پیدا کرد که از انسان‌ها و دیگر فرشتگان برتری دارد که به سقوط او منجر شد. در این روایت، گروه فرشتگان عزازیل را جن می‌نامیدند، زیرا آن‌ها نگهبان جنت بودند. در روایت دیگری که طبری نقل کرده‌است، شیطان یکی از جن‌های زمینی بود که توسط فرشتگان اسیر شد و به عنوان اسیر به بهشت آورده شد. خدا او را قاضی بر جنیان دیگر قرار داد و به «الحکم» معروف شد. او هزار سال قبل از این‌که غفلت کند به وظیفه خود عمل کرد، اما دوباره احیا شد و تا زمانی که از تعظیم در برابر آدم امتناع کرد، به موقعیت خود ادامه داد.

## شیطان‌پرستی

ستاره پنج‌پر برعکس نماد شیطان‌پرستی

شیطان‌پرستی یک حرکت مکتبی یا فلسفی است که هواداران آن، شیطان را یک طرح و الگوی اصلی و پیش از عالم هستی می‌پندارند. آن‌ها شیطان را موجودی زنده و با چند وجه از طبیعت انسان مشترک می‌دانند.
البته شیطان‌پرستان به شاخه‌های مختلفی تقسیم می‌شوند که در میان آنها، شیطان‌پرستان فلسفی (شیطان‌گرایان) حتی به وجود خود شیطان نیز باور نداشته، و صرفاً آن را یک «کهن نماد» می‌دانند.

## در هنر

### فیلم‌ها وسریال‌ها
- فرشته (فیلم) (۱۴۰۳)
- جن گیر (۱۹۷۳)
- وکیل مدافع شیطان (۱۹۹۷)
- مرشد و مارگاریتا (رمان روسی نوشتهٔ میخائیل بولگاکف)
- بچه رزماری (۱۹۶۸)
- کنستانتین (۲۰۰۵)
- فاوست
- قلب آنجل
- طالع نحس (۱۹۷۶)
- طالع نحس (۲۰۰۶) (نسخه بازسازی شده فیلم ۱۹۷۶)
- مصائب مسیح[۱۶۲] (۲۰۰۴)
- آخرین وسوسه مسیح (۱۹۸۸)
- دروازه نهم (۱۹۹۹)
- سوپرنچرال (مجموعهٔ تلویزیونی ساخته‌شده در کانادا)
- دکتر هو (مجموعهٔ تلویزیونی ساخته‌شده در بریتانیا)
- ضدمسیح (۲۰۰۹)
- لوسیفر (مجموعهٔ تلویزیونی ساخته‌شده در ایالات متحده آمریکا)
- او یک فرشته بود (۱۳۸۴)
- اغما (۱۳۸۶)
- ملک سلیمان (۱۳۸۹)
- سقوط یک فرشته (۱۳۹۰)
- احضار (۱۴۰۰)

## یادداشت

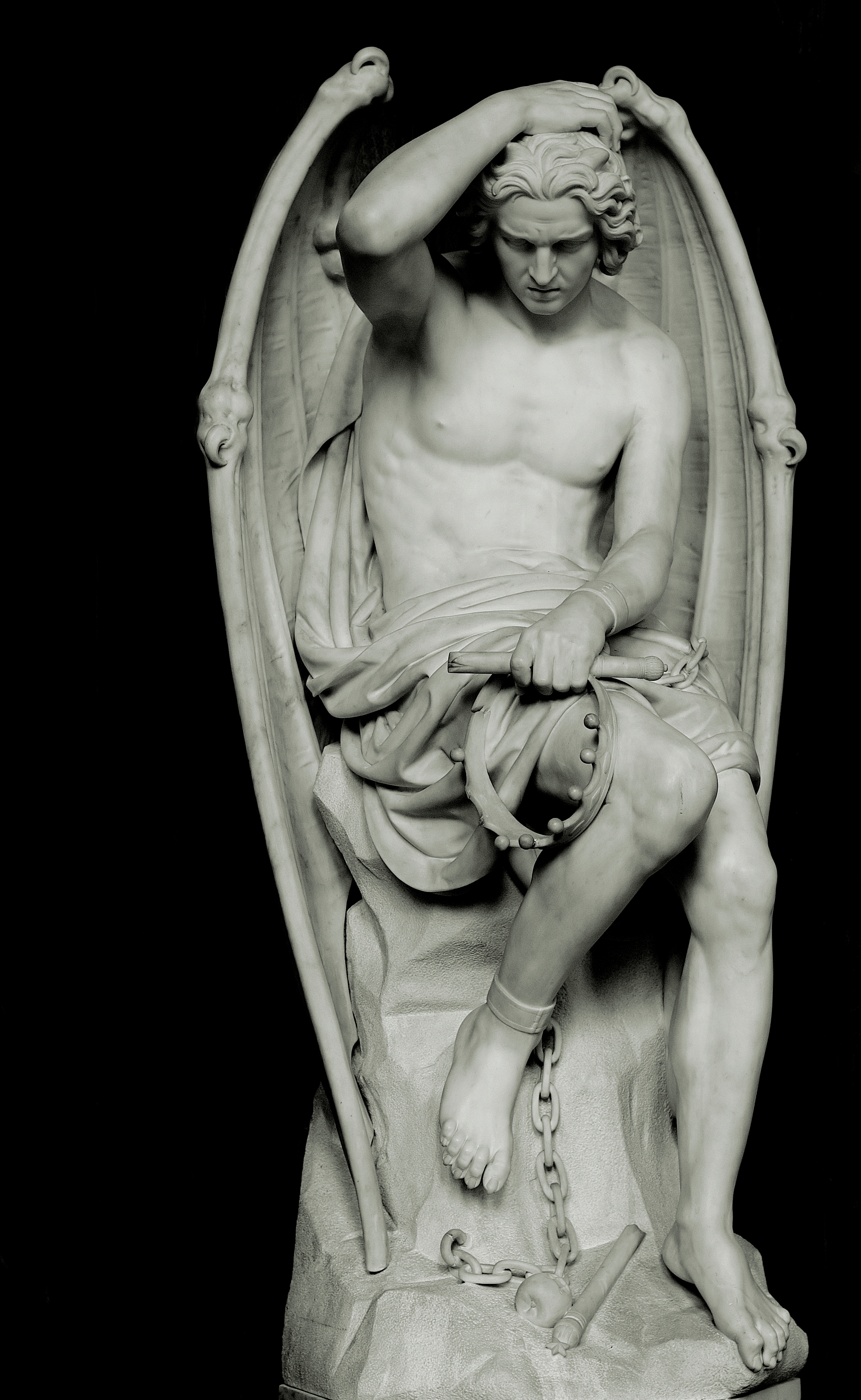
«ژنیوس شیطان» اثری از گیلامی جیفز که شیطان را به عنوان یک فرشته مغضوب نشان می‌دهد، در مسیحیت و اسلام, شیطان معمولا به عنوان یک فرشته سقوط کرده که علیه خدا قیام کرده‌است، دیده می‌شود.

1. ↑  عبری: שָּׂטָן‎ (śāṭān)، به معنای دشمن؛[۱] یونانی باستان: ὁ σατανᾶς یا σατάν (ho satanas یا satan);[۲] عربی: شیطان، به معنای «گمراه»، «دور»، یا گاه «پلید»